# Symphaster mimusopsidis
Symphaster mimusopsidis är en svampart som beskrevs av Hosag., Sabeena & D.K. Agarwal 2009. Symphaster mimusopsidis ingår i släktet Symphaster och familjen Asterinaceae.   Inga underarter finns listade i Catalogue of Life.